# Čitrálské muzeum
Čitrálské muzeum se nachází v distriktu Čitrál, v provincii Chajbar Paštúnchwá, v Pákistánu, založeno bylo dne 8. července 2010.

## Historie
Oblast Čitrálu je známá svým bohatým kulturním dědictvím a malebností na celém světě. Tato oblast se nachází v hlubokých soutěskách, v oblasti vysokých hor, s tekoucími řekami a zelenými údolími a je nejvzdálenější oblastí pákistánské provincie Chajbar Paštúnchwá. Myšlenka muzea v Čitrálu je zachovat a chránit bohaté kulturní dědictví Čitrálu. V muzeu jsou umístěny dvě galerie, Etnologická galerie a Archeologická & kalašská galerie. 

## Etnologická galerie
V Etnologické galerii je vystavena kultura a způsob života Čitrálského údolí. Galerie zahrnuje výšivky, šperky, zbraně, keramiku, hudební nástroje, lovecké nástroje, nábytek a předměty pro domácnost. Výšivky zahrnují košile z regionů v Kóhistánu, Svátu a Núristánu, dámské kabelky, kabáty do pasu, čepice, podložky na stůl, povlaky na polštáře atd. Šperky zobrazené v galerii představují kulturní trendy obsahující měděné a stříbrné náramky, přívěsky, prsteny do uší a na ruce, náhrdelníky, náramky, amulety, ornamenty, ozdoby na hlavu, nákrčníky, nákotníky a nárameníky. Muzeum vlastní různé historické zbraně, včetně nádob na střelný prach, pistole, děla, dýky a meče. Tyto objekty objasňují tradici a kulturu údolí Čitrálu od počátku 12. do 19. století. Zahrnují bohatou sbírku tradiční keramiky, dřevěné a kamenné hrnce na vaření, čajové konvice, džbány na vodu, mísy, lžíce, podnosy atd.

## Archeologická a kalasšká galerie
V archeologické a kalašské galerii jsou uloženy kulturní památky a archeologické starožitnosti z Kalašského údolí. Galerie také ukazuje hluboké kulturní dědictví Kalašského údolí. Zobrazuje architektonické prvky, předměty pro domácnost, pokrývky hlavy, šaty, šperky, podobizny kalašských bohyň a dřevěné pamětní podobizny. Expozice archeologických sbírek v muzeu se skládají převážně ze starožitností gandhárské kultury, včetně keramiky, korálků z polodrahokamů, hlav kopí, hlav šipek, náramků, prstenů, přívěsků a dalších šperků. Ty jsou objeveny ve vykopávkách vedených Ředitelstvím archeologie a muzeí vlády v Chajbar Paštúnchwá v lokalitách Sangoor a Parwak.